# 路易十世 (法蘭西)
［愛爭吵的］路易十世（Louis X le Hutin，1289年10月4日—1316年6月5日）卡佩王朝第12位国王（1314年—1316年在位），納瓦拉國王（1305年—1316年，稱路易一世）。他是腓力四世（美男子）的长子，母为納瓦拉女王胡安娜一世（法语称让娜）。出生于巴黎。
路易于1305年继承其母的納瓦拉王位。1315年，父王腓力四世死后他繼而成为法蘭西國王，自此納瓦拉与法蘭西两王冠合而为一。他的统治很短，不过他仍进行着历代卡佩国王们扩大王权的事业。同年，路易十世发布了“关于农民赎金”的敕令，容許農民用金錢換取自由，其後更進一步廢除奴隸制度，並一改腓力四世於1306年驅逐猶太人出國的政策，重新容許猶太人回到法蘭西王國。
外交方面，路易十世繼承前任法蘭西國王的努力，以軍事手段解決佛蘭德惱人的問題。佛蘭德伯爵統治一個“非常富有的國家”，在法蘭西王國邊界上以高度自治的方式存在；法蘭西國王聲稱在佛蘭德行使宗主權，但迄今收效甚微。腓力四世曾試圖主張王室稱霸，但他由阿圖瓦的羅伯特二世帶領的軍隊在1302年在金馬刺戰役被擊敗；儘管法蘭西王國在以後於1304年的蒙桑佩韋勒之戰中勝利，兩國之間的關係依然動盪和不安。
路易十世沿著佛蘭德邊界調動軍隊，但法蘭西王國的立場因要維持戰時體制的進軍步伐要求，而迅速變得緊張。路易十世早在1315年已禁止糧食和其他物資的出口至佛蘭德，這被證明執行此政策具有挑戰性，國王不得不壓迫教會人員以及英格蘭國王愛德華二世在邊境支持他的努力，以防止西班牙商船與禁運中的佛蘭德交易，禁運帶來一個意想不到的結果便是走私活動的興起及在符合邊境地區的王室限制中，降低了交易的優勢。路易十世也被迫直接為他的軍隊徵用食物從而導致一系列當地領主和教會投訴。
路易十世的原配勃艮第的玛格丽特于1314年与其两名妯娌夏尔王子之妻勃艮第的布朗歇、腓力王子之妻勃艮第的让娜被控卷入内勒塔事件，三妯娌都被控不贞而被捕。玛格丽特和布朗歇都被判有罪，其所谓的情人被处决，她们则被削发并终身监禁。让娜则在腓力支持下被判无罪并获释。玛格丽特被关押在加亚尔城堡。
路易十世登基后，玛格丽特未被释放或加冕为王后，但作为国王的妻子，她仍然自动成为法兰西王后。因当时没有在位的教宗，路易十世无法寻求婚姻作废。1315年，玛格丽特王后死于狱中。玛格丽特死后仅5天，路易就娶了匈牙利的克莱门西娅。
当路易十世去世时，他的儿子約翰一世尚在母亲腹中。出生之后证明为男孩，他就被贵族们接受为国王约翰一世。但让后来夭折了，于是王位由路易十世的弟弟腓力继承，即腓力五世。

## 路易十世的家庭
第一个妻子：玛格丽特（勃艮第的），1305年结婚，未加冕
第二个妻子：克莱门丝（安茹的），1315年结婚
子女
1.胡安娜二世，納瓦拉女王，玛格丽特所生
2.约翰一世（1316年11月15日—1316年11月20日），法國與納瓦拉國王，克莱门丝所生